# 村口史子
村口 史子（むらぐち ふみこ 1966年8月30日 -  ）は、日本のプロゴルファーであり、ゴルフ解説者。東京都渋谷区出身。習志野市立習志野高等学校卒業。身長166cm、血液型B型。BSテレビ東京番組審議会委員。

## 来歴・人物
習志野高校ではバレーボール部に所属するも、スパルタ練習にうんざりして高1で退部。高校卒業後、都内の商事会社に3ヶ月勤め退職し、1985年9月には研修生として千葉カントリークラブに入社した。練習場で空振りをするレベルだったが郡司洋トッププロの下で4年間練習に専念し、1990年春にプロテストに合格し、 同年いすゞレディースでツアーデビューした。
1991年は6月にサントリーレディスで初優勝を果たした。同年8月には、anクィーンズカップで2勝目をマークした。1994年は3年間守ったシード権を落としたが翌1995年には雪印レディース東海クラシックに統一予選会からの出場ながら優勝した。1999年はヤクルトレディース、中京テレビ・ブリヂストンレディスオープンで2週連続優勝を果たし、新キャタピラー三菱レディースでは自己初となる年間3勝目を達成し、初の賞金女王の座に輝いた。
2004年の最終戦終了後にツアー競技引退を表明した。近年はツアーの解説やリポーターでテレビに登場する。2009年10月4日からは、チバテレで自身の冠番組である『村口史子のグッドゴルフ』がスタートした。
2012年2月14日に、全日本ウェイト制空手道選手権大会（極真空手）に優勝経験のある空手家の門井敦嗣と入籍した。

## 主な出演

### テレビ
- 村口史子のグッドゴルフ（チバテレ）
- イブニング・ファイブ（TBS） - 2009年3月番組終了
- 米国女子ゴルフLPGAハイライト（TwellV）

### CM
- スープスパゲッティ、和風スパゲッティ